# 蓬塔旺美术馆

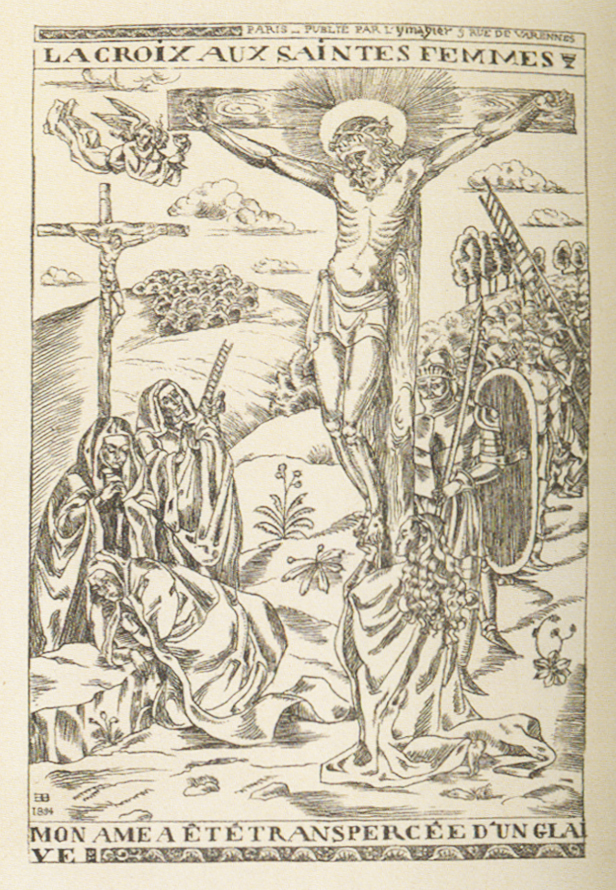
埃米尔·贝尔纳: 圣女的十字架（La croix aux saintes femmes）, 1894年

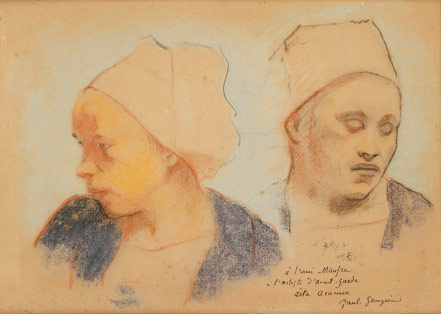
保罗·高更:两个头（Deux têtes）, 1894年

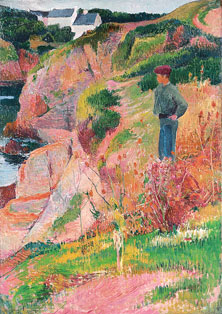
亨利·莫雷:布列塔尼的悬崖（Falaises en Bretagne）,1898年

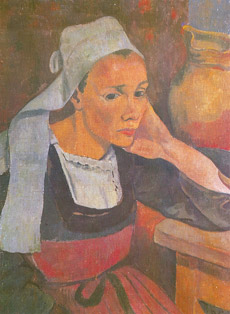
塞律西埃：玛丽·拉加杜肖像，1889年

蓬塔旺美术馆（Musée des Beaux Arts de Pont-Aven）成立于1985年，得到了法国博物馆局和菲尼斯泰尔省的支持。建于1985年的新楼用于展览，而1987年翻新的旧楼重建19世纪末的蓬塔旺，并拥有蓬塔旺画派的永久收藏。

## 历史
- 1939年8月，蓬塔旺市长在原格洛阿内克旅馆（Pension Gloanec）为纪念牌揭幕，回顾了许多艺术家在此的逗留 (埃米尔·贝尔纳、查理·菲利格、保罗·高更、保罗·塞律西埃 ... ). 除了这一象征性的姿态，朱利亚公馆（Hôtel Julia）沙龙还举办了一个高更和蓬塔旺画派的展览。
- 1953年，保罗·高更逝世五十周年回顾展，从卢浮宫博物馆借出他的画作《美丽的天使》（La Belle Angèle）。
- 1960年，莫里斯·马林格创建“高更之友”，旨在通过临时展览宣传蓬塔旺画派。
- 1971年，贝特朗·奎内茨创建蓬塔旺绘画协会（Société de peintures de Pont-Aven） 。1985年，改为“蓬塔旺博物馆之友协会”[1]。
- 1984年秋天，博物馆的建筑工程开始。
- 1985年6月1日，蓬塔旺美术馆开馆。
- 2012年9月。博物馆关闭进行建筑工程。
- 2016年3月26日，新博物馆向公众开放，设于修复和扩建的朱利亚公馆（Hôtel Julia）建筑中，面积18，000 平方英尺。[2]

## 收藏
- 埃米尔·贝尔纳 （1868–1941）
- 莫里斯·丹尼 （1870-1943）
- 保罗·高更 （1848–1903）
- 梅耶尔·德·汉(1852–1895)
- 埃米尔·乔丹(1860–1931)
- 马克西姆·毛夫拉 (1861–1918)
- 亨利·莫雷 (1856–1913)
- 保罗·塞律西埃 (1864–1927)
- 弗拉迪斯劳·斯劳林斯基 (1854–1918)